# نصرالله منشی
ابوالمعالی نصرالله بن محمد بن عبدالحمید منشی (بعد از ۵۵۵ قمری – پیش از ۵۸۳ قمری) نصرالله ملقب به ابوالمعالی یکی از نویسندگان و منشیان دربار غزنوی در سدهٔ ۶ هجری بوده‌است. اصل وی به روایت هفت اقلیم از شیراز و به روایت دیگر از غزنین است. او در آغاز جوانی به دربار بهرام‌شاه غزنوی وارد شد. چندی بعد در زمان سلطنت خسروشاه غزنوی به سمت دبیری رسید و حتی توانست در زمان آخرین شاه غزنوی به نام خسرو ملک به مقام وزارت برسد. اما در زمان همین شاه بود که به خاطر حسادتِ شخصی به نام شیخ شهاب، مورد غضب قرار گرفت و تا پایان عمر به زندان افتاد. وی نثری مصنوع داشت و با استفاده از همین قریحه، کتاب کلیله و دمنه را از عربی به پارسی برگرداند و آن را به بهرام‌شاه غزنوی تقدیم کرد. سرانجام ابوالمعالی را در حبس به قتل رساندند.
او در شهر غزنی متولد شد.